# سیارک ۱۱۴۲۲
سیارک ۱۱۴۲۲ (به انگلیسی: 11422 Alilienthal، نامگذاری:1999LD7) یازده هزار و چهارصد و بیست و دومین سیارک کشف شده‌است که در ۱۰ ژوئن ۱۹۹۹ کشف شد.
قدر مطلق سیارک برابر ۱۷.۸ است.